# Desastre del Estadio Paul Biya
El Desastre del Estadio Paul Biya ocurrió el 24 de enero de 2022 cuando se produjo una estampida humana en la entrada sur del estadio, en el que al menos 8 personas perdieron la vida en dicho estadio de Yaundé, capital de Camerún. El suceso ocurrió cuando aficionados estaban intentando entrar al estadio para el partido de octavos de final entre Camerún y Comoras en la Copa Africana de Naciones 2021.

## Desarrollo
El suceso ocurrió cuando antes de la disputa del partido 4 en los octavos de final entre el seleccionado local Camerún y el visitante Comoras, que comenzó a las 20:00 el 24 de enero de 2022 en el Estadio Paul Biya, hubo una violenta estampida por parte de los aficionados cameruneses para ingresar. Los agentes de seguridad tuvieron que derivar a los fanes hacia una entrada bloqueada que, cuando abrió, abrió a una avalancha humana que aplastó y mató a 8 espectadores. Otras 38 personas fueron heridas, y siete estaban en condición crítica. La mayoría de los fallecidos murieron por compresión o por asfixia.

## Consecuencias
Luego del incidente, el partido continuó con una victoria de la selección local de 2-1 contra Comoras. Para procurar la seguridad, el partido siguiente de cuartos de final que tenía que tomar lugar en el estadio fue relocado al Estadio Ahmadou Ahidjo de la misma ciudad.